# ملعب صيدا البلدي
ملعب صيدا البلدي ويُعرف أيضًا باسم ملعب الرئيس الشهيد رفيق الحريري، هو ملعبٌ مُتعدد الاستخدام يقع في مدينة صيدا اللبنانية. غالبا ما يتم استخدامه لمباريات كرة القدم. يسع الملعب لجلوس 22.600 متفرج. استضاف الملعب عدة مباريات في بطولة كأس الأمم الآسيوية لكرة القدم 2000 ومنها المباراة الفتتاحية التي انتهت بفوز العراق على تايلند 2/0.